# Miss Mundo 2003
Miss Mundo 2003 fue la 53.ª edición de Miss Mundo, y fue celebrado en el   en el Crown of Beauty Theatre de Sanya, China. el 6 de diciembre de 2003. El certamen fue presentado por Phil Keoghan, Amanda Byram y Angela Chow. Las participantes también realizaron una visita a Hong Kong, Xi'an, Shanghái y Pekín. Miss Mundo 2002, Azra Akin de Turquía coronó a su sucesora Rosanna Davison de Irlanda, quien es la hija del popular músico Chris de Burgh, alegando primer título del concurso de belleza de Irlanda. 106 candidatas de todo el mundo compitieron por la corona, marcando en ese momento, la edición más grande en la historia del desfile. Ahora es la tercera edición con más participantes, al igual que en Miss Mundo 2007.

## Resultados
Estos son los resultados finales de Miss Mundo 2003.
| Resultados Finales      | Finalistas |
| ----------------------- | --- |
| Miss Mundo 2003         | - Irlanda - Rosanna Davison |
| 1.ª Finalista           | - Canadá - Nazanin Afshin-Jam |
| 2.ª Finalista           | - China - Guan Qi |
| 3.ª Finalista           | - India - Ami Vashi |
| 4.ª Finalista           | - Filipinas - Maria Rafaela Yunon |
| Semifinalistas (Top 20) | - Australia - Olivia Stratton - Bolivia - Helen Aponte - República Dominicana - María Eugenia Vargas - Etiopía - Hayat Ahmed - Georgia - Irina Onashvili - Grecia - Vasiliki Tsekoura - Jamaica - Jade Fulford - Líbano - Marie-José Hnein - Nueva Zelanda - Melanie Paul - Noruega - Elisabeth Wathne - Perú - Claudia Hernández - Puerto Rico - Joyceline Montero - Trinidad y Tobago - Magdalene Walcott - Suiza - Bianca Sissing - Venezuela - Valentina Patruno |

### Reinas Continentales
| Continental    | Contestant                    |
| -------------- | ----------------------------- |
| África         | - Etiopía – Hayat Ahmed       |
| Las Américas   | - Canadá – Nazanin Afshin-Jam |
| Asia y Oceania | - China – Guan Qi             |
| Caribe         | - Jamaica – Jade Fulford      |
| Europa         | - Irlanda – Rosanna Davison   |

## Concursos Vía Rápida

### Belleza de Playa
| Resultados Finales | Candidatas |
| ------------------ | --- |
| Ganadora           | - Irlanda – Rosanna Davison |
| 1° Finalista       | - Bolivia –Helen Aponte |
| 2° Finalista       | - Suiza – Bianca Sissing |
| Top 10             | - Bélgica – Julie Taton - Etiopía – Hayat Ahmed - Jamaica – Jade Fulford - Nueva Zelanda – Melanie Paul - Filipinas – Maria Rafaela Yunon - Polonia – Karolina Garozda - Uruguay – Natalia Rodríguez |

### Miss Deportes
| Resultados Finales | Candidatas                           |
| ------------------ | ------------------------------------ |
| Ganadora           | - Canadá – Nazanin Afshin Jam        |
| 1° Finalista       | - República Checa – Lucie Vachova    |
| 2° Finalista       | - Rumania – Patricia Filomena Chifor |

### Miss Personalidad
| Resultados Finales | Candidatas                              |
| ------------------ | --------------------------------------- |
| Ganadora           | - Bolivia – Helen Aponte                |
| 1° Finalista       | - Barbados – Racquel Wilkinson          |
| 2° Finalista       | - Antigua y Barbuda – Anne-Marie Browne |

### Miss Talento
| Resultados Finales | Candidatas |
| ------------------ | --- |
| Ganadora           | - España – Natalia Jiménez Sarmiento |
| 1° Finalista       | - Puerto Rico – Joyceline Montero |
| 2° Finalista       | - Estonia – Kriistina Gabor |
| Top 21             | - Antigua y Barbuda – Anne-Marie Browne - Argentina – Grisel Hitoff - Aruba – Nathalie Biermans - Botsuana – Boingotlo Motlalekgosi - Canadá – Nazanin Afshin-Jam - China – Quan Qi - Corea del Sur – Park Ji-yea - Colombia – Claudia Molina - Etiopía – Hayat Ahmed - India – Ami Vashi - Irlanda – Rosanna Davison - Islas Marianas del Norte – Kimberly Castro - Letonia – Irina Askolska - Lituania – Vaida Griksaite - Macedonia, ARY – Marija Vašik - República Checa – Lucie Vachova - República Dominicana – María Eugenia Vargas - Venezuela – Valentina Patruno |

### Votación del Público
| Resultado Final | Candidata                     |
| --------------- | ----------------------------- |
| Ganadora        | - Australia - Olivia Stratton |

## Premiaciones Especiales

### Mejor Diseñador del vestido Mundial
| Resultado Final | Candidata                  |
| --------------- | -------------------------- |
| Ganadora        | - Perú – Claudia Hernández |

### Beca de Miss Mundo
| Resultado Final | Candidata               |
| --------------- | ----------------------- |
| Ganadora        | - Albania – Denisa Kola |

## Candidatas
| - Albania - Denisa Kola - Alemania - Babette Konau - Andorra - María José Girol Jiménez - Angola - Celma Katia Carlos - Antigua y Barbuda - Anne-Marie Browne - Argentina - Grisel Hitoff - Aruba - Nathalie Biermanns - Australia - Olivia Stratton - Bahamas - Shantell Hall - Barbados - Raquel Wilkinson - Bélgica - Julie Taton - Belice - Dalila Vanzie - Bielorrusia - Volha Nevdakh - Bolivia - Helen Aponte - Bosnia y Herzegovina - Irna Smaka - Botsuana - Boingotlo Motlalekgosi - Brasil - Lara Brito - Bulgaria - Rajna Naldzhieva - Canadá - Nazanin Afshin-Jam - Chile - Alejandra Soler - China - Guan Qi - Chipre - Stella Stylianou - Colombia - Claudia Molina - Corea del Sur - Park Ji-yea - Costa Rica - Shirley Álvarez - Croacia - Aleksandra Grdić - Curazao - Angeline da Silva Goes - Dinamarca - Maj Buchholtz Pedersen - Ecuador - Mayra Renteria - Escocia - Nicci Jolly - Eslovaquia - Adriana Pospíšilová - Eslovenia - Tina Zajc - España - María Teresa Martín - Estados Unidos - Kimberly Harlan - Estonia - Kriistina Gabor - Etiopía - Hayat Ahmed - Filipinas - Maria Rafaela Yunon - Finlandia - Katri Johanna Hynninen - Francia - Virginie Dubois - Gales - Imogen Thomas - Georgia - Irina Onashvili - Gibraltar - Kim Marie Falzun - Grecia - Vasiliki Tsekoura - Guadalupe - Lauranza Doliman - Guatemala - Dulce María Duarte - Guyana - Alexis Glasgow - Hong Kong - Rabee'a Yeung - Hungría - Eszter Toth - India - Ami Vashi - Inglaterra - Jacqueline Turner - Irlanda - Rosanna Davison - Irlanda del Norte - Diana Sayers - Islandia - Regina Jónsdóttir | - Islas Marianas del Norte - Kimberly Castro - Islas Caimán - Nichelle Welcome - Israel - Miri Levy - Italia - Silvia Cannas - Jamaica - Jade Fulford - Japón - Kaoru Nishide - Kazajistán - Saule Zhunosova - Kenia - Janet Kibugu - Letonia - Irina Askolska - Lesoto - Makuena Lepolesa - Líbano - Marie-José Hnein - Lituania - Vaida Grikšaitė - Macedonia del Norte - Marija Vašik - Malasia - Wong Sze Zen - Malta - Rachel Xuereb - Mauricio - Marie Aimee Bergicourt - México - Erika Honstein - Moldavia - Elena Danilciuc - Namibia - Petrina Thomas - Nepal - Priti Sitoula - Nicaragua - Hailey Britton Brooks - Nigeria - Celia Bissong - Noruega - Elisabeth Wathne - Nueva Zelanda - Melanie Paul - Países Bajos - Sanne de Regt - Panamá - Ivy Ruth Ortega - Paraguay - Karina Buttner - Perú - Claudia Hernández Oré - Polonia - Karolina Gorazda - Portugal - Vanessa Job - Puerto Rico - Joyceline Montero - República Checa - Lucie Váchová - República Dominicana - María Eugenia Vargas - Rumania - Patricia Filomena Chifor - Rusia - Svetlana Goreva - Serbia y Montenegro - Bojana Vujađinović - Singapur - Corine Kanmani - Sudáfrica - Cindy Nell - Sri Lanka - Sachini Stanley - Suecia - Ida Söfringsgärd - Suiza - Bianca Sissing - Suazilandia - Thembelihle Zwane - Tanzania - Sylvia Bahame - Tailandia - Janejira Keardprasop - Trinidad y Tobago - Magdalene Walcott - Turquía - Tuğba Karaca - Ucrania - Ilona Yakovleva - Uganda - Aysha Nassanga - Uruguay - Natalia Rodríguez - Venezuela - Valentina Patruno - Vietnam - Nguyễn Đình Thụy Quân - Zambia - Cynthia Kanema - Zimbabue - Phoebe Monjane |

## Acerca de los Países Participantes

### Debuts
- Andorra.
- Etiopía.
- Georgia.
- Guadalupe.
- Islas Marianas del Norte.

### Países y territorios que regresan
- Lesoto compitió por última vez en 1981.
- Mauricio compitió por última vez en 1998.
- Zambia compitió por última vez en 1999.
- Bielorrusia, Dinamarca, Guatemala, Moldavia, Nepal, Paraguay y Sri Lanka compitieron por última vez en 2000.
- Islas Caimán, Corea del Sur, Costa Rica, República Dominicana, Islandia, Portugal y Suiza compitieron por última vez en 2001.

### Retiros
- Argelia.
- Ghana - No compitió en Miss Mundo 2003 debido a un cambio en el calendario de Miss Ghana. Los organizadores celebraron la final nacional, señorita Ghana 2003, en la misma fecha en que Miss Mundo 2003 se llevó a cabo. Esta es la razón por la que las delegadas de Ghana a Miss Mundo tienen sus títulos que datan de un año.
- Islas Vírgenes de los Estados Unidos.
- Tahití.

### Participantes que renunciaron de la competencia
- Armenia - Luysya Tovmasian.
- Austria - Tanja Duhovich.
- Fiji - Aishwarya Sukhdeo se retiró en el último minuto por razones desconocidas, sin embargo, ella compitió en Miss Mundo un año después.

### Cambios de Nombre
- Yugoslavia pasó a llamarse Serbia y Montenegro.

## Datos acerca de las Delegadas
- Kimberly Harlan de Estados Unidos compitió anteriormente en Miss Teen EE. UU. 2002 y representó el estado de Georgia (Estados Unidos), Ella se colocó como la cuarta finalista.
- Kimberly Castro de Islas Marianas del Norte fue coronada originalmente para el concurso de Miss Universo, pero en su lugar fue enviada a Miss Mundo.
- 14 de las concursantes también compitieron en el Miss Universo:
- Miss Universo 2003: Denisa Kola (Albania), Julie Taton (Bélgica), Nichelle Welcome (Islas Caimán), Marie Aimee Bergicourt (Mauricio), Celia Bissong (Nigeria) y Cindy Nell (Sudáfrica, que se colocó como la segunda finalista).
- Miss Universo 2004: Anne-Marie Browne (Antigua y Barbuda), Angeline da Silva Goes (Curazao), Marie-José Hnein (Líbano), Lucie Váchová (República Checa) y Bianca Sissing (Suiza, que se colocó entre las primeras 15 semifinalistas)
- Miss Universo 2005: Karina Buttner (Paraguay) , Magdalene Walcott (Trinidad y Tobago, que se colocó entre las primeros 15 semifinalistas) y Cynthia Kanema (Zambia).
- Valentina Patruno de Venezuela compitió anteriormente en Miss Italia en el Mundo 2001, representó a Estados Unidos (Miami) ganando la corona.